# Marquard Schwarz
Marquard J. Schwarz (St. Louis, 30 luglio 1887 – Santa Monica, 17 febbraio 1968) è stato un nuotatore statunitense.
Partecipò alle gare di nuoto della III Olimpiade di St. Louis del 1904 e vinse una medaglia di argento, nella staffetta 4x50 iarde stile libero.
Nel 1906, prese parte alle gare di nuoto dei Giochi olimpici intermedi di Atene; gareggiò nei 100 metri stile libero, piazzandosi settimo in finale, e nella staffetta 4x250 metri stile libero, con la squadra statunitense, che comprendeva anche Charlie Daniels, Frank Bornamann e Joseph Spencer, arrivando quarti in finale.